# Primorskij (Territorio del Litorale)
Primorskij (in russo Приморский?) è un insediamento di tipo urbano dell'Estremo Oriente russo (Territorio del Litorale). Fa parte del distretto Chasanskij.
L'insediamento si trova a un chilometro dalla riva del golfo dell'Amur, di fronte a Vladivostok. La distanza in linea d'aria dal centro distrettuale, il villaggio di Slavjanka, è di 31 km, da Vladivostok 22 km.